# Simon Nicolas Constantin de Castella
Pour les articles homonymes, voir Castella.
Simon Nicolas Constantin de Castella, bailli de Montagny, né le 14 mai 1733 à Montagny (Suisse), mort le 19 mars 1816 à Fribourg (Suisse), est un général de brigade Suisse au service de la France.

## États de service
Il entre au service de la France en 1751 au régiment Balthasar, et il passe dans les gardes Suisses en 1757. Il est membre du conseil des deux cents de 1755 à 1774 et membre du conseil des soixante de 1774 à 1798.
Il est nommé colonel en 1780, et promu général de brigade le 5 décembre 1781. Il quitte le service actif en 1793 et devient bailli de Montagny de 1797 à 1798.
De 1803 à 1816, il est membre du petit conseil aux finances et domaines, et lieutenant d’avoyer de 1807 à 1816.

## Sources
- Pouvoirs et société à Fribourg sous la Médiation (1803 - 1814)
- Pierre de Castella, « Castella, Simon Nicolas Constantin de » dans le Dictionnaire historique de la Suisse en ligne, version du 26 août 2003.
- (en) « Generals Who Served in the French Army during the Period 1789 - 1814: Eberle to Exelmans »